# Eupithecia subpulchrata
Eupithecia subpulchrata là một loài bướm đêm trong họ Geometridae.